# Paul Galles
Pour les articles homonymes, voir Galles (homonymie).

Paul Galles, né le 18 mai 1973 à Luxembourg-Ville (Luxembourg), est un théologien catholique et homme politique luxembourgeois, membre du Parti populaire chrétien-social (CSV).

## Biographie
Paul Galles, qui a étudié notamment au Germanicum de Rome et obtenu un doctorat en théologie, a d'abord été prêtre catholique avant de se réorienter vers l'action sociale et politique.
Paul Galles reçoit le Prix du citoyen européen pour l’année 2016 en raison de son implication dans l’accueil des réfugiés.
À la suite des élections législatives du 14 octobre 2018, Paul Galles fait son entrée à la Chambre des députés en date du 30 octobre 2018.
Le grand-père du député Paul Galles, âgé de 100 ans, s'est affilié au Parti populaire chrétien-social (CSV) au cours de l'année 2019.